# Bohdan Roule
Bohdan Roule (3. května 1921 Praha – 10. prosince 1960 Praha) byl český rytec.

## Život a dílo
V roce 1948 absolvoval Vysokou školu uměleckoprůmyslovou v Praze. Začátkem 50. let začal spolupracovat s československou poštovní správou při tvorbě poštovních známek. První známky, při jejichž tvorbě spolupracoval, měly za námět odborářské zotavovny ve Vysokých Tatrách a v západních Beskydech. Celkem byl autorem asi 60 rytin československých poštovních známek.

## Posmrtné uznání
V roce 1985 vydala československá poštovní správa ke dni poštovní známky a u příležitosti 25. výročí úmrtí Bohdana Rouleho poštovní známku s jeho portrétem (podle návrhu Karla Vodáka, rytcem byl Ladislav Jirka). V roce 2008 byl Bohdan Roule připomenut vydáním české poštovní známky s názvem „Tradice české známkové tvorby“ s motivem československé známky z roku 1956, z edice „Lokomotivy“.